# Bart Philemon
Bart Philemon (* 16. April 1945 in dem Dorf Butibam in der Nähe von Lae) ist ein papua-neuguineischer Politiker. Er ist Vorsitzender der New Generation Party.
Bart Philemon besuchte die Universität von Papua-Neuguinea, um einen Bachelor of Arts-Abschluss zu erwerben. Nach dem Studium arbeitete er in der Luftfahrtindustrie und war von 1973 bis 1980 stellvertretender Generaldirektor von Air Niugini, der nationalen Luftfahrtgesellschaft von Papua-Neuguinea. Von 1982 bis 1986 war er Vorsitzender der National Airlines Commission. Bart Philemon war von 1984 bis 1988 Mitglied des Parlaments der Provinz Morobe. Philemon war 1980 Leiter des South Pacific Festival of Arts und Vorsitzender der South Pacific Games Foundation bei den South Pacific Games von 1991. 
Bevor er 1992 bei den fünften Parlamentswahlen zum Nationalparlament Papua-Neuguineas den Wahlkreis Lae gewann, war Philemon Geschäftsmann in der Lebensmittelbranche. 1995 war Bart Philemon Mitbegründer der National Alliance Party. 
Von 1992 bis 2002 hatte Philemon verschiedene Ministerposten in den Regierungen Julius Chan, Bill Skate und Mekere Morauta inne. 2002 wurde er Finanzminister der Regierung Michael Somare. 2006 verlor Philemon das Ministeramt und wurde aus dem Kabinett ausgeschlossen. Er wurde beschuldigt, Gelder nicht entsprechend den Vorgaben der Regierung eingesetzt zu haben. Die Nationale Wirtschaftsvereinigung Papua-Neuguineas, Handelskammern und Firmen hingegen würdigten Philemons Bemühungen um Haushaltsdisziplin nach Jahren der Misswirtschaft.
Am 8. August 2011 wurde Bart Philemon Minister für Öffentlichen Dienst und Sport in der Regierung von Peter O’Neill.